# Budorcas
Budorcas é um gênero de mamíferos bovídeos da subfamília Antilopinae. Integra a tribo Caprini e contém duas espécies: o takin-do-himalaia (Budorcas taxicolor) e o takin-chinês (Budorcas tibetana).